# Большая Тебендя
Большая Тебендя (сибирскотат. 
Тибенте) — село в Усть-Ишимском районе Омской области. Административный центр Большетебендинского сельского поселения.

## История
По переписи 1897 года проживало 386 человек, из них 384 татар и 2 бухарца.
Было основано в 1472 году. В 1928 г. юрты Большая Тебенда состояли из 87 хозяйств, основное население - бухарцы. Центр Большетебендинского сельсовета Усть-Ишимского района Тарского округа Сибирского края.

## Население
| 1926 | 2010 |
| ---- | ---- |
| 407  | ↘214 |